# Stenoleon fieldi
Stenoleon fieldi är en insektsart som beskrevs av Tillyard 1916. Stenoleon fieldi ingår i släktet Stenoleon och familjen myrlejonsländor. Inga underarter finns listade i Catalogue of Life.